# 長与町立長与第二中学校
長与町立長与第二中学校（ながよちょうりつ ながよだいにちゅうがっこう, Nagayo Town Nagayo Daini Junior High School）は、長崎県西彼杵郡長与町吉無田郷にある公立中学校。略称「二中」（にちゅう）。

## 概要
歴史
長与地区の生徒数増加により、1981年（昭和56年）に「長与町立第二中学校」として開校。1988年（昭和63年）に現校名となった。2011年（平成23年）に創立30周年を迎えた。
合言葉
「学び合おう」
校訓
「自主・友愛・礼節」
校章
中学校の「中」の文字と長与の「ナ」、第二を表す「二本線」を組み合わせている。
校歌
作詞は長与第二中学校職員一同、作曲は指方浩による。3番まであり、各番「長与第二中学校」で終わる。
校区
住所表記で長与町の後に本川内郷（全域）、平木場郷（全域）、三根郷（三根、長与ニュータウン、緑ケ丘）、吉無田郷（長与ニュータウン、サニータウン、長与川左岸）、まなび野（全域）、高田郷（日当野、下高田、サニータウン）の続く地区。
小学校区は長与町立洗切小学校、長与町立長与南小学校。

## 沿革
- 1981年（昭和56年）
  - 4月1日 - 長与町立長与中学校より分離され、「長与町立第二中学校」が開校。長与中学校から生徒を移し、生徒数477名（11学級）でのスタート。
  - 8月 - 鉄筋コンクリート造3階建て校舎（第二期工事）が完成。
  - 9月 - 校章・校旗を制定。
- 1982年（昭和57年）
  - 1月 - 校歌を制定。
  - 2月11日（建国記念の日） - スクールツリーのもちの木を植樹。
  - 3月 - 体育館が完成。
  - 4月 - 体育館の前にソテツを植樹。
  - 8月 - テニスコート・中庭が完成。
- 1983年（昭和58年）
  - 1月 - LL教室が完成。
  - 3月 - 学級園が完成。
- 1985年（昭和60年）
  - 1月 - 体育館玄関前に公衆電話が設置される。
  - 9月 - クラブ活動ハウスが完成。
  - 12月 - 校舎を増築。
- 1987年（昭和62年）
  - 3月 - プレハブの美術室・音楽室を設置。
  - 4月1日 - 在籍生徒数が最大の735名（18学級）を記録する。
  - 10月 - 中国青年教育研修団が来校。
- 1988年（昭和63年）4月1日 - 「長与町立長与第二中学校」（現校名）に改称。給食を開始。
- 1993年（平成5年）6月 - 中庭の緑化を完了。
- 1996年（平成8年） - 長与町立高田中学校が分離・新設され、生徒を移す。
- 2004年（平成16年）- 1年生少人数学級6学級を編制。
- 2005年（平成17年）
  - 3月 - 校門「東雲の門」が完成。
  - この年 - 第1回二中祭を実施。
- 2006年（平成16年）4月1日 - 通級教室を開設。
- 2011年（平成23年）4月1日 - 特別支援学級を設置。

## 部活動
運動部
- バレーボール部（女）（男子は休部中）
- バスケットボール部
- バドミントン部
- 剣道部
- 卓球部
- 硬式テニス部
- ソフトテニス部
- 野球部（男）
- サッカー部
- 陸上部

文化部
- 吹奏楽部
- 美術部

## アクセス
最寄りの鉄道駅
- JR九州 長崎本線（旧線）「長与駅」

最寄りのバス停
- 長崎バス 「長与第二中学校前」バス停

最寄りの国道・県道
- 長崎県道113号長与大橋町線
- 長崎県道33号長崎多良見線

## 周辺
- 長与駅
- 本能寺長与別院
- カトリック長与教会
- 辻後自主防災センター
- マックスバリュ長与店